# Leucophlebia
Leucophlebia is een geslacht van vlinders uit de onderfamilie Smerinthinae van de familie pijlstaarten (Sphingidae).

## Soorten
- Leucophlebia afra Karsch, 1891
- Leucophlebia emittens Walker, 1866
- Leucophlebia lineata Westwood, 1847
- Leucophlebia neumanni Rothschild, 1902